# 2024年6月烏克蘭和平峰會
2024年6月15至16日，一場與俄烏戰爭相關的國際和平峰會於瑞士下瓦爾登州布爾根施托克度假村召開。此峰會繼先前與俄烏戰爭相關的四場重要會議之後，此次峰會由瑞士聯邦總統阿姆赫德主持。

## 背景

### 烏克蘭10點提案
2022年11月，烏克蘭總統澤連斯基提出一個包含10點的和平提案。該計劃包括核安全問題、確保亞非國家的糧食供應、烏克蘭能源設施的建設、釋放囚犯並讓被俄羅斯綁架的烏克蘭兒童返回、恢復1991年的俄烏邊界、俄軍從烏克蘭撤出、對俄羅斯入侵烏克蘭的戰爭罪行進行審判、處理生態破壞問題、提供抵抗未來俄羅斯侵略的保障，以及召開和平會議和簽署國際條約。到2022年12月，澤連斯基呼籲七大工業國組織支持這一計劃。

### 前四場會議
在瑞士計劃於2024年6月舉辦會議之前，已經召開四場旨在和平解決2022年2月俄羅斯全面入侵烏克蘭事件的國際會議。
2023年6月24日，第一場會議在哥本哈根舉行，會議匯集了來自烏克蘭、七大工業國、歐盟、印度、南非、巴西和土耳其的代表，旨在為基於烏克蘭10點和平提案建立廣泛的國際支持。一位歐盟委員會官員表示，會議達成一個初步共識，認為和平進程應該基於《聯合國憲章》中關於領土完整和主權的原則。
2023年8月5日至6日，在吉達舉行的第二場會議，來自約40個國家的代表參加，包括中華人民共和國、印度、歐盟成員國、巴西、南非、印尼、墨西哥、贊比亞、埃及和美國。會議達成協議，決定成立工作組和大使團，圍繞烏克蘭的10點和平提案進行討論。會議還考慮在2023年晚些時候召開元首級別的會議是「可行的」。《基輔郵報》報導指，該10點提醒在會議上獲得「廣泛」的支持。
2023年10月28日至29日週末，馬爾他舉辦第三次會議，會議匯集了來自歐洲、南美洲、阿拉伯世界、非洲和亞洲的65個國家的國家安全顧問。
2024年1月中旬，在達沃斯舉行的世界經濟論壇開幕前，召開第四次會議，共有來自83個國家和國際組織的代表參加，其中包括18個亞洲國家和12個非洲國家的代表。瑞士外交部部長兼會議聯合主席卡西斯表示，會議已經明確討論的重點，烏克蘭和俄羅斯都不同意對領土讓步，而且尚未安排高層會議。1月15日，會議結束後，瑞士聯邦總統阿姆赫德表示，瑞士正計劃組織一場可能的和平會議。
此次峰會定於在意大利法薩諾舉行的第50屆七大工業國組織會議之後舉行。

### 峰會前夕俄羅斯的提案
在6月14日，峰會前一天，俄羅斯總統普京提出一項提案，要求烏克蘭「開始從頓涅茨克州、盧甘斯克州、赫爾松州和扎波羅熱州撤軍至行政邊界內。」這些邊界應該「如其加入烏克蘭時的狀態。」
此外，烏克蘭還必須「正式宣布放棄加入北約的計劃。」一旦這些條件滿足，「我們將立即下達停火和開始談判的命令，確實是立即，就如其字面意思。我重申，我們會立即這樣做。」普京強調，這項提議的重點「不是暫時停火，不是凍結衝突，而是最終解決。」他還提到，烏克蘭的中立和無核地位以及取消對俄羅斯的制裁是和平解決的附加條件。普京表示，這個提案是「另一個真正具體的和平建議」，如果被烏克蘭及其盟友拒絕，「那麼這是他們的問題，他們將對持續的流血負有政治和道德責任。」
澤連斯基同一天回應稱，「這些訊息是最後通牒，這與希特勒當年說『給我一部分捷克斯洛伐克，事情就到此為止』沒有區別。」

## 籌備
2024年1月，瑞士官員在與澤連斯基會晤後，開始一輪籌備性討論，對象包括歐盟、中華人民共和國、印度、南非、巴西、埃塞俄比亞和沙地阿拉伯的代表，討論的主題是一場可能召開的高層和平會議，這場會議將是在之前四次國家顧問級會議的基礎上進行。
瑞士聯邦委員會於2024年4月10日宣布，這場會議將於2024年6月在布爾根施托克度假村舉行，會議可能的日期為6月16日至17日。瑞士代表正努力說服來自不同國家的代表參加會議，瑞士外交部部長卡西斯特地訪問中華人民共和國和印度以達成這一目的。
瑞士聯邦外交部的呂辛格和卡西斯負責籌備這次會議的工作小組。
此外，為了準備2024年6月的高峰會議，計劃於2024年4月27日至28日週末，在卡達舉行一場七大工業國和全球南方未具名國家的安全和行政官員會議，而俄羅斯代表將不會參加。

### 安全
為了峰會的安全，瑞士計劃部署4000名安全部隊人員，並在布爾根斯托克周邊設置空中交通管制，同時瑞士空軍也將參與保安工作。瑞士当局還声称挫败了一次针对乌克兰和平峰会參會人員的暗杀企图，瑞士當局表示几周前一名俄罗斯外交官在企图购买枪支时被捕。

## 目標
該會議的目標是在國際法和《聯合國憲章》的背景下，就烏克蘭實現一個全面、公正且長久的和平進行高層次對話，並擬定達成和平的方案。
《基輔獨立報》指出，會議將討論烏克蘭提出的10點和平提案。

## 與會國家和國際組織
截至2024年4月9日，中华人民共和国正在「研究參與的可能性」。5月31日，中華人民共和國宣布不會派代表出席和平峰會，理由是俄羅斯沒有受邀與會。俄羅斯對中國拒絕出席和平峰會表示支持，聲稱沒有俄羅斯的參與，和平峰會沒有意義。截至2024年5月24日，已有160個國家及國際組織代表受邀參與這次峰會。中華人民共和國會否參與被視為一個關鍵議題。5月26日，澤連斯基呼籲中华人民共和国领导人习近平和美國總統拜登參加峰會。6月3日，美國副總統賀錦麗和美國國家安全顧問沙利文確認出席峰會。瑞士外交部發言人表示，聆聽全球南方的意見非常重要，這將讓俄羅斯加入和平進程中發揮關鍵作用。瑞士外交部表示，截至2024年6月10日，已有90個國家和組織確認參與這次峰會。100名與會者的完整列表於2024年6月14日公佈，其中包括57名國家元首或政府首腦。

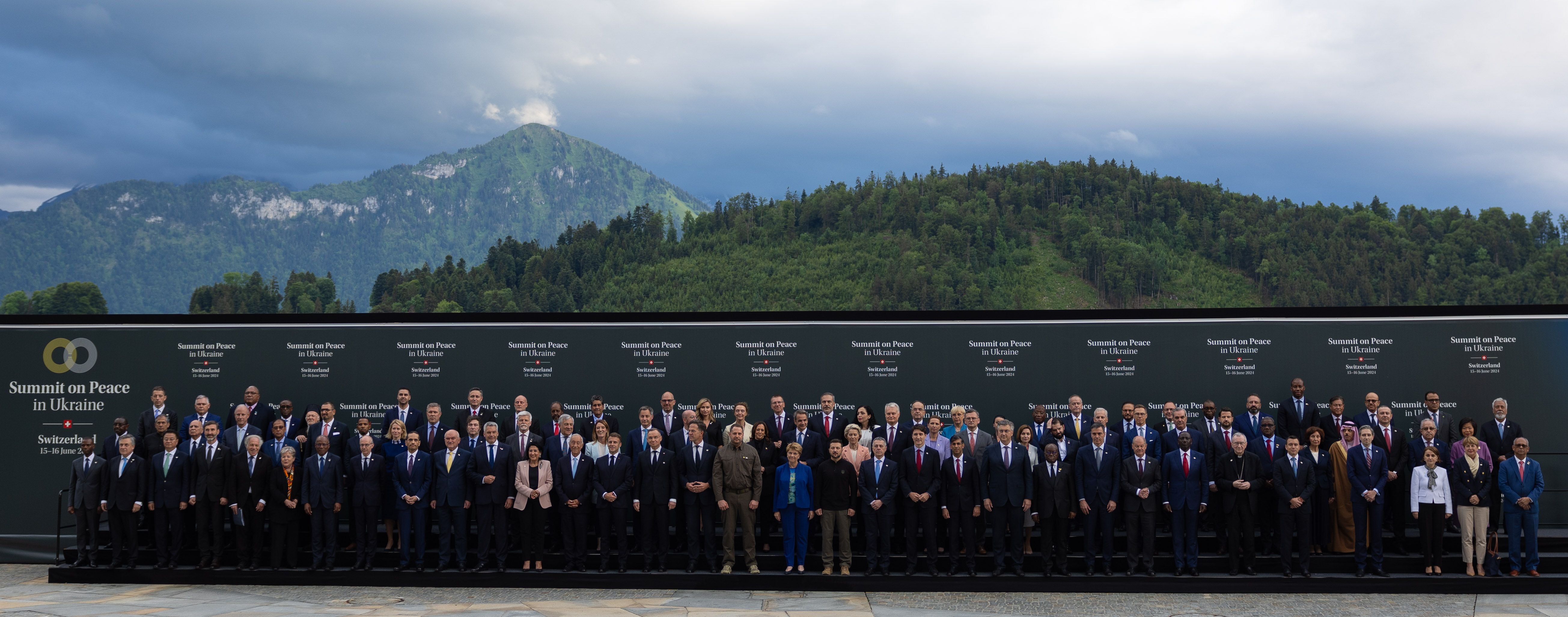
與會領導人和代表合照

关于俄罗斯是否参与和平磋商的问题，与会的沙特阿拉伯、智利、德国等领导人和政府官员表示应让俄罗斯参与和平磋商。

### 與會國家領導人
| 國家                 | 國家                 | 領導人                              | 職銜             |
| -------------------- | -------------------- | ----------------------------------- | ---------------- |
| 阿尔巴尼亚           | 阿爾巴尼亞           | 艾迪·拉馬                           | 總理             |
| 安道尔               | 安道爾               | 哈維爾·埃斯波特                     | 首相             |
| 阿根廷               | 阿根廷               | 哈維爾·米萊                         | 總統             |
| 奥地利               | 奧地利               | 卡爾·內哈默                         | 總理             |
| 比利时               | 比利時               | 亞歷山大·德克羅                     | 首相             |
| 波斯尼亚和黑塞哥维那 | 波斯尼亞和黑塞哥維那 | 戴尼斯·貝契羅維奇                   | 主席團主席       |
| 佛得角               | 佛得角               | 烏利塞斯·席爾瓦                     | 總理             |
| 加拿大               | 加拿大               | 賈斯汀·杜魯多                       | 總理             |
| 智利                 | 智利                 | 加夫列爾·博里奇                     | 總統             |
| 哥伦比亚             | 哥倫比亞             | 古斯塔沃·佩特羅                     | 總統             |
| 哥斯达黎加           | 哥斯達黎加           | 史蒂芬·布倫納                       | 第一副總統       |
| 科特迪瓦             | 科特迪瓦             | 阿拉薩內·瓦塔拉                     | 總統             |
| 克罗地亚             | 克羅地亞             | 安德烈·普蘭科維奇                   | 總理             |
| 賽普勒斯             | 塞浦路斯             | 尼科斯·赫里斯托祖利季斯             | 總統             |
| 捷克                 | 捷克                 | 彼得·帕維爾                         | 總統             |
| 丹麦                 | 丹麥                 | 梅特·弗雷澤里克森                   | 首相             |
| 多明尼加             | 多明尼加共和國       | 路易斯·阿比納德爾                   | 總統             |
| 厄瓜多尔             | 厄瓜多爾             | 丹尼爾·諾沃亞                       | 總統             |
| 爱沙尼亚             | 愛沙尼亞             | 卡婭·卡拉斯                         | 總理             |
| 斐濟                 | 斐濟                 | 維利亞姆·卡托尼韋雷                 | 總統             |
| 芬兰                 | 芬蘭                 | 亞歷山大·斯圖布                     | 總統             |
| 法國                 | 法國                 | 伊曼努爾·馬克龍                     | 總統             |
| 格鲁吉亚             | 格魯吉亞             | 薩洛梅·祖拉比什維利                 | 總統             |
| 德国                 | 德國                 | 奧拉夫·朔爾茨                       | 總理             |
| 加纳                 | 加納                 | 納納·阿庫福-阿多                    | 總統             |
| 希腊                 | 希臘                 | 基里亞科斯·米佐塔基斯               | 總理             |
| 危地马拉             | 危地馬拉             | 貝爾納多·阿雷瓦洛                   | 總統             |
| 聖座                 | 聖座（觀察員）       | 伯多祿·帕羅林                       | 國務卿           |
| 冰岛                 | 冰島                 | 布亞尼·本尼迪克特松                 | 總理             |
| 爱尔兰               | 愛爾蘭               | 西蒙·哈里斯                         | 總理             |
| 義大利               | 意大利               | 喬治亞·梅洛尼                       | 總理             |
| 日本                 | 日本                 | 岸田文雄                            | 内阁总理大臣     |
| 约旦                 | 約旦                 | 易卜拉欣·賈齊                       | 總理事務國務大臣 |
| 肯尼亚               | 肯雅                 | 威廉·魯托                           | 總統             |
| 科索沃               | 科索沃               | 韋約莎·奧斯曼尼                     | 總統             |
| 拉脫維亞             | 拉脫維亞             | 埃德加斯·林克維奇斯                 | 總統             |
| 利比亚               | 利比亞               | 穆罕默德·門菲                       | 總統委員會主席   |
| 列支敦斯登           | 列支敦斯登           | 丹尼尔·里施                         | 首相             |
| 立陶宛               | 立陶宛               | 吉塔納斯·瑙塞達                     | 總統             |
| 卢森堡               | 盧森堡               | 吕克·弗里登                         | 首相             |
| 马拉维               | 馬拉維               | 拉扎勒斯·查克維拉                   | 總統             |
| 马耳他               | 馬爾他               | 米麗婭姆·斯皮泰里·德博諾            | 總統             |
| 摩尔多瓦             | 摩爾多瓦             | 馬婭·桑杜                           | 總統             |
| 荷兰                 | 荷蘭                 | 馬克·呂特                           | 首相             |
| 北馬其頓             | 北馬其頓             | 戈尔达娜·西莉娅诺夫斯卡-达夫科娃    | 總統             |
| 挪威                 | 挪威                 | 約納斯·斯特勒                       | 首相             |
| 帛琉                 | 帕勞                 | 惠恕仁                              | 總統             |
| 菲律宾               | 菲律賓               | 小費迪南德·馬可斯                   | 總統             |
| 波兰                 | 波蘭                 | 安傑伊·杜達                         | 總統             |
| 葡萄牙               | 葡萄牙               | 路易斯·蒙特内格罗                   | 總理             |
| 卡塔尔               | 卡塔爾               | 穆罕默德·本·阿卜杜勒拉赫曼·阿勒薩尼 | 首相             |
| 索马里               | 索馬里               | 哈桑·謝赫·馬哈茂德                  | 總統             |
| 西班牙               | 西班牙               | 佩德羅·桑切斯                       | 首相             |
| 瑞典                 | 瑞典                 | 烏爾夫·克里斯特松                   | 首相             |
| 东帝汶               | 東帝汶               | 沙納納·古斯芒                       | 總理             |
| 乌克兰               | 烏克蘭               | 弗拉基米爾·澤連斯基                 | 總統             |
| 英国                 | 英國                 | 辛偉誠                              | 首相             |
| 美国                 | 美國                 | 賀錦麗                              | 副總統           |

### 其他官方代表
| 國家             | 國家             | 領導人                        | 職銜                                   |
| ---------------- | ---------------- | ----------------------------- | -------------------------------------- |
| 亞美尼亞         | 亞美尼亞         | 阿爾緬·格里戈良               | 安全會議秘書                           |
| 澳大利亚         | 澳大利亞         | 比爾·蕭藤                     | 全國殘障保險計劃部部長兼政府服務部部長 |
| 巴林             | 巴林             | 阿卜杜拉蒂夫·本·拉希德·扎亞尼 | 外交部部長                             |
| 贝宁             | 貝寧             | 奧盧舍貢·阿賈迪·巴卡里        | 外交部部長                             |
| 保加利亚         | 保加利亞         | 迪米特爾·格拉夫切夫           | 外交部部長                             |
| 葛摩             | 科摩羅           | 杜伊希爾·杜卡馬爾             | 外交部部長                             |
| 冈比亚           | 岡比亞           | 伊斯梅拉·西賽                 | 資訊部部長                             |
| 匈牙利           | 匈牙利           | 西雅爾多·彼得                 | 外交部部長                             |
| 伊拉克           | 伊拉克           | 福阿德·侯賽因                 | 外交部部長                             |
| 以色列           | 以色列           | 尤利·埃德爾斯坦               | 外交與安全委員會主席                   |
| 利比里亚         | 利比里亚         | 納圖·特韋                     | 司法部部長                             |
| 墨西哥           | 墨西哥           | 艾莉西亞·巴爾塞納             | 外交部部長                             |
| 摩纳哥           | 摩納哥           | 伊莎貝爾·貝羅-勒菲弗爾        | 對外關係部部長                         |
| 新西兰           | 紐西蘭           | 馬克·米切爾                   | 警察部部長                             |
| 秘魯             | 秘魯             | 哈維爾·岡薩雷斯-奧萊切亞      | 外交部部長                             |
| 大韩民国         | 韓國             | 方基善                        | 國務協調室長                           |
| 羅馬尼亞         | 羅馬尼亞         | 盧米尼察·奧多貝斯庫           | 外交部部長                             |
| 卢旺达           | 盧旺達           | 文森·比魯塔                   | 外交和合作部部長                       |
| 圣马力诺         | 聖馬力諾         | 盧卡·貝卡里                   | 外交與政治事務秘書                     |
| 圣多美和普林西比 | 聖多美和普林西比 | 加雷思·瓜達露佩               | 外交、合作和社區部部長                 |
| 沙特阿拉伯       | 沙地阿拉伯       | 費薩爾·本·法爾漢·阿勒沙特     | 外交大臣                               |
| 塞尔维亚         | 塞爾維亞         | 馬爾科·杜里奇                 | 外交部部長                             |
| 新加坡           | 新加坡           | 沈颖                          | 外交部高級政務部長                     |
| 斯洛伐克         | 斯洛伐克         | 尤拉吉·布拉納爾               | 外交和歐洲事務部部長                   |
| 南非             | 南非             | 西德尼·穆法瑪迪               | 總統國家安全事務助理                   |
| 蘇利南           | 蘇利南           | 阿爾伯特·拉姆丁               | 外交部部長                             |
| 泰国             | 泰國             | 拉斯·賈利昌德拉               | 外交部副部長顧問                       |
| 土耳其           | 土耳其           | 哈坎·費丹                     | 外交部部長                             |
| 阿拉伯联合酋长国 | 阿聯酋           | 安瓦爾·加爾加什               | 總統外交顧問                           |
| 乌拉圭           | 烏拉圭           | 奧馬爾·帕格尼尼               | 外交部部長                             |

### 国际和宗教组织代表
| 组织       | 组织                           | 領導人                   | 職銜                         |
| ---------- | ------------------------------ | ------------------------ | ---------------------------- |
|            | 美洲國家組織                   | 路易斯·阿爾馬格羅        | 秘書長                       |
|            | 君士坦丁堡普世牧首區（觀察員） | 巴爾多祿茂一世           | 普世牧首                     |
| 欧洲联盟   | 歐洲聯盟                       | 夏爾·米歇爾              | 歐洲理事會主席               |
| 欧洲联盟   | 歐洲聯盟                       | 烏爾蘇拉·馮德萊恩        | 歐盟委員會主席               |
| 欧洲委员会 | 歐洲委員會                     | 瑪麗亞·佩奇諾維奇-伯里奇 | 秘書長                       |
|            | 歐洲安全與合作組織             | 伊恩·博格                | 輪任主席                     |
| 联合国     | 聯合國（觀察員）               | 羅斯瑪麗·迪卡洛          | 政治與建設和平事務部副秘書長 |

## 会议公报
81个国家和4个国际组织签署了峰会最后发布的公报。伊拉克和约旦在签署公报后撤回。沙特阿拉伯、印度、南非、泰国、印度尼西亚、墨西哥、阿联酋、亚美尼亚、巴林、哥伦比亚、利比亚、卡塔尔等国拒绝签署会议公报。联合国、君士坦丁堡普世牧首区、梵蒂冈等国际组织和宗教代表没有签署和平公报。安提瓜和巴布达后续签署公报，成为第一个未出席会议但加入公报的美洲国家。赞比亚随后也加入签署公报行列。波札那也在之后加入公报行列。同年9月10日，巴拿马加入签署公报的美洲国家行列。

## 反應
在2024年6月峰會召開之前，澤連斯基於2024年4月下旬表示，俄羅斯當局有「一項具體計畫」來擾亂峰會，包括阻止各國參加的計畫。
而澤連斯基在6月2日於新加坡舉行的香格里拉安全論壇上，指控中華人民共和國施壓其他國家不要出席烏克蘭和平峰會，淪為“普京的工具”。对此，中华人民共和国外交部否认泽连斯基指控，称完全不存在中方向其他国家施压的情况。根據路透社報導，有驻北京外交官員表示，確定缺席的中國一直在遊說各國政府支持中方的替代方案，表示這場峰會會導致戰爭延長。在记者会上，中国日报记者李翔提及澤連斯基的前述发言，向澤連斯基提问中国是“敌人还是伙伴”，还问及在中、美、俄领导人缺席的情况下，泽对于“通往和平之路的信心”从何而来。澤連斯基对此表示“很尊重中国”、“尊重贵国的主权和领土完整”、“也希望贵国尊重我们的主权和领土完整”。他还希望中方的提议能“出现在我们的对话中”，但“不能接受”国家领导人“通过媒体传递”停战的信息。澤連斯基表示“乌克兰从未说过中国是我们的敌人”，希望中国“成为乌克兰的朋友”；他回忆道中国和乌克兰曾是“真诚的贸易伙伴”，但囿于“普京封锁了黑海”，中乌贸易受到了限制。对于“普京的工具”一说，他解释是普京误导中国，令中国说服其他国家支持中國和巴西的提议，而忽略这次峰会，在他看来“这不对”。
在和平峰會的前一天，拜登與澤倫斯基在義大利的G7會議簽署雙邊安全協議。
2024年6月17日，克宫发言人佩斯科夫对该次峰会表示嘲讽，并认为会议结果近乎为零，会议成果微乎其微，并表示没有莫斯科参与的情况下谈判是徒劳。
奥地利总理内哈默在会上称，如果没有亚洲、非洲和南美洲的部分国家参与，我们无法影响到俄罗斯。
肯尼亚总统鲁托在开幕致辞上称，以被扣押的俄罗斯资产为抵押的约500亿美元的贷款的协议是单方面侵占俄罗斯资产，同样是非法的。
亚美尼亚驻乌克兰大使弗拉基米尔·卡拉佩特扬解释采取不签署和平峰会公报的原因，表示尽管受到了威胁，但亚美尼亚认为有必要参加和平峰会，而该声明是开放的。亚美尼亚方面将相应对待和考虑该声明的可能性，并指出有第三国对亚美尼亚进行威胁和宣传活动。